# St. Antonius (Potsdam)
| Pfarrkirche St. Antonius                  | Pfarrkirche St. Antonius                      |
| ----------------------------------------- | --------------------------------------------- |
| St. Antonius-Kirche in Potsdam-Babelsberg |                                               |
| Adresse                                   | Potsdam-Babelsberg, Plantagenstr. 23/24       |
| Konfession                                | römisch-katholisch                            |
| Gemeinde                                  | Pfarrgemeinde St. Antonius Potsdam-Babelsberg |
| Aktuelle Nutzung                          | Pfarrkirche                                   |
| Gebäude                                   |                                               |
| Baujahr(e)                                | 1933–1934                                     |
| Stil                                      | Neue Sachlichkeit                             |

Die römisch-katholische Kirche St. Antonius im Potsdamer Stadtteil Babelsberg befindet sich zwischen der Plantagen- und der Turnstraße. Der 1934 konsekrierte Kirchenbau ist die Pfarrkirche der Babelsberger Pfarrgemeinde.

## Geschichte

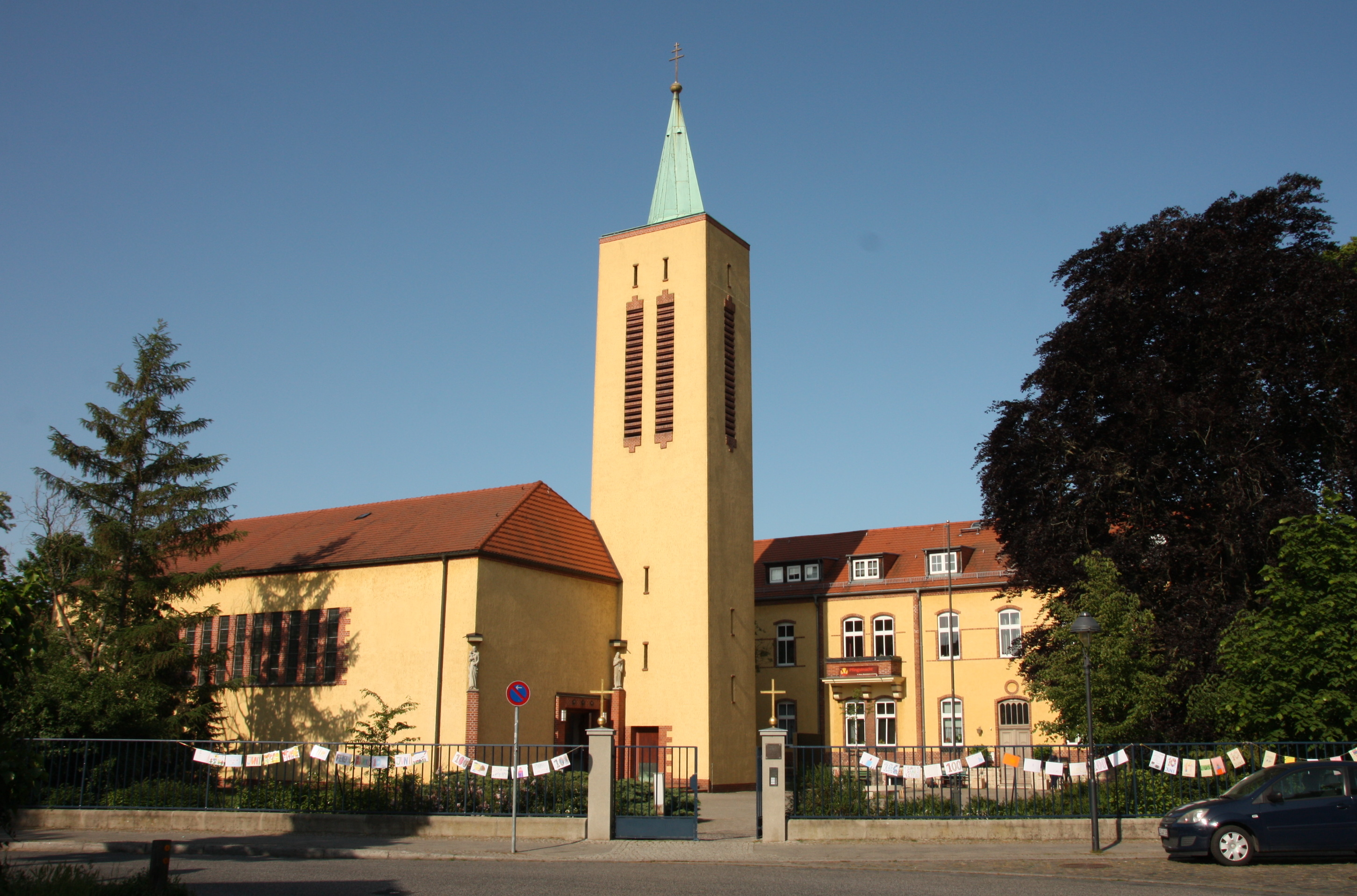
St. Antonius von der Plantagenstraße aus gesehen

Für die Katholiken, die im 19. Jahrhundert nach Nowawes und in das benachbarte Neuendorf zogen, stand nur die Peter-und-Paul-Kirche in der Potsdamer Innenstadt zur Verfügung. Wegen der zunehmenden Gläubigenzahl und der Entfernung wurde 1891 das heutige Kirchengrundstück angekauft. Aus finanziellen Gründen konnte erst 1905 mit dem Bau eines Pfarrhauses mit integrierter geräumiger Kapelle begonnen werden. Diese wurde am 7. Oktober 1906 benediziert. Noch im gleichen Jahr wurde ein eigener Seelsorger bestellt, im Jahr 1909 wurde St. Antonius seelsorglich eigenständige Kuratie.
Für die zum Gemeindegebiet gehörenden Katholiken in Berlin-Wannsee wurde 1927 die St. Michael-Kirche gebaut. Zwei Jahre später wurde an das Babelsberger Pfarrhaus ein Schwesternhaus für die 1923 eröffnete Niederlassung der Marienschwestern von der Unbefleckten Empfängnis angebaut. Am 30. Juli 1933 wurde der Grundstein für die heutige Kirche gelegt. Am 15. April 1934 konsekrierte der Berliner Bischof Nikolaus Bares die Kirche.

## Architektur

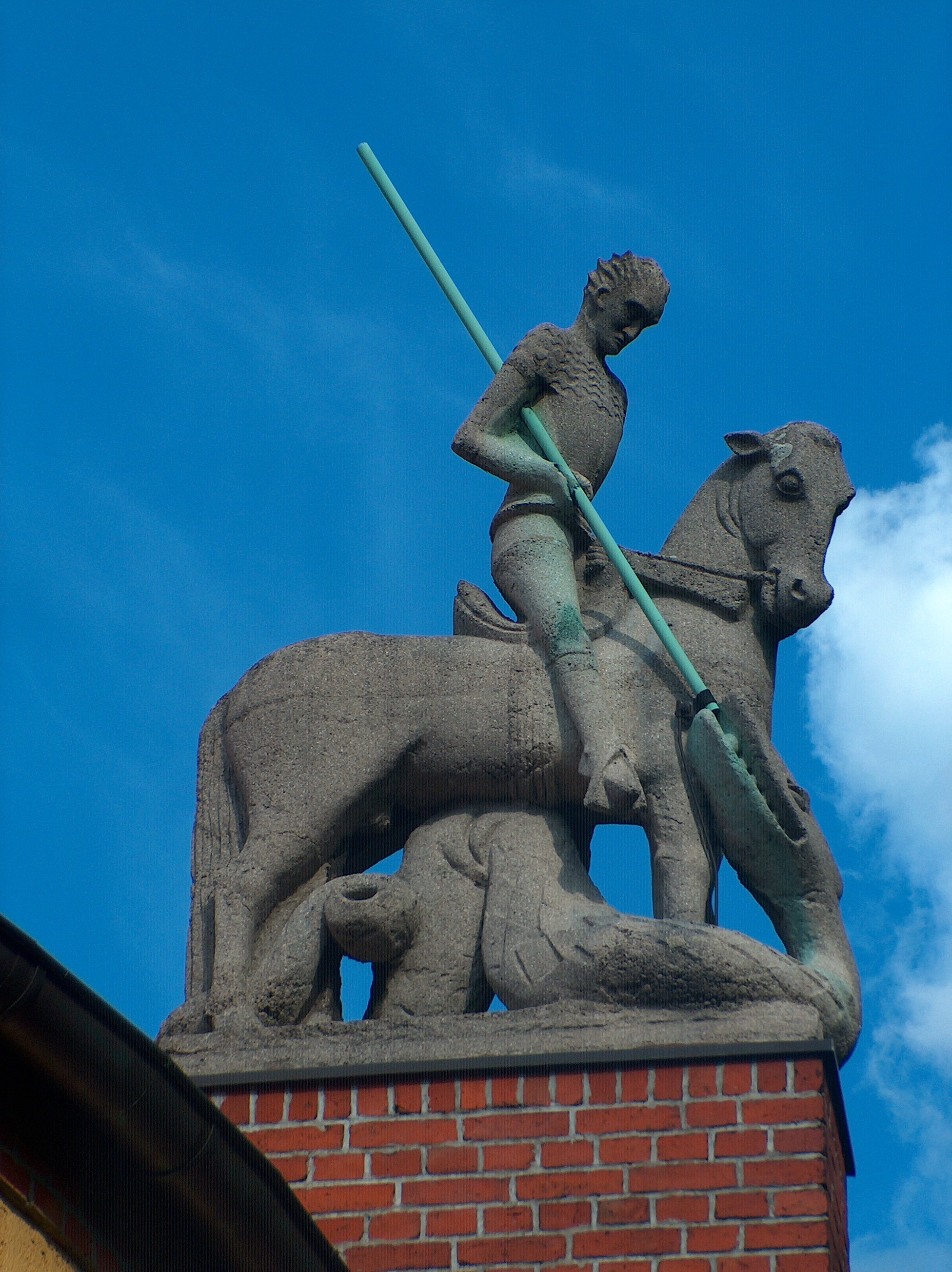
St. Georg als Drachentöter von Otto Hitzberger auf dem Außenpfeiler der Apsis

Der Architekt der Kirche, Wilhelm Fahlbusch, war bereits bei der St. Michael-Kirche in Wannsee für die Pfarrei tätig. Während er dort expressionistisch gestaltete Spitzbogenformen schuf, entwarf er St. Antonius als rechteckigen Saalbau mit einer Apsis über die gesamte Raumbreite. Der Gottesdienstraum ist, bedingt durch die Lage des Grundstücks, nach Süden ausgerichtet. Der Altarraum ist durch seitliche Querpfeiler abgegrenzt, die einen Triumphbogen andeuten. Der Kirchenraum ist mit einer flachen Holzdecke versehen, an der je zwei parallele Balken über dem Mittelgang bis zur Apsis und quer am Übergang zum Altarraum ein Kreuz bilden.
Der Kirchenraum wird durch je zehn schmale, hoch ansetzende Fenster in der West- und Ostwand beleuchtet, die außen mit roten Klinkern gefasst sind. Zwei weitere schmale Fenster hinter den Querpfeilern beleuchten den Altarraum und das Apsismosaik.
An der Westseite ist unterhalb der Fensterreihe ein Seitenschiff mit eigenem Seitenaltar angesetzt. Die nördliche Verlängerung des Seitenschiffs bildet die Taufkapelle, südlich schließt sich die Sakristei an, die vom Altarraum und von außen zugänglich ist. Der Glockenturm mit einer Gesamthöhe von 34 Metern ist an der Nordwestecke des Kirchengebäudes asymmetrisch neben dem Hauptportal angesetzt. Der schlanke, kupfergedeckte Turmhelm ist mit einem Papstkreuz bekrönt.
Das Portal ist asymmetrisch von gemauerten Pfeilern gerahmt, auf denen Skulpturen der Gottesmutter und des heiligen Antonius von Padua angebracht sind. Diese Kunststeinfiguren sowie die Darstellung des heiligen Georg auf dem Außenpfeiler in der Apsismitte sind Arbeiten des Bildhauers Otto Hitzberger. Die Türen zeigen die Evangelistensymbole in Kerbschnitzerei nach Entwürfen Jakob Hübels.

## Innenausstattung

### Apsismosaik
Die Apsiswand ist seit 1942 vollständig mit einem monumentalen Mosaik ausgefüllt, das die Anbetung des Lammes aus der Offenbarung des Johannes darstellt Offb 5,5–9 . Nach Entwürfen von Egbert Lammers schuf die Berliner Firma August Wagner die Darstellung des Osterlammes mit Siegesfahne auf dem Buch mit sieben Siegeln. Buch und Lamm sind auf einer Stele abgebildet, welche die vier Evangelistensymbole trägt. Je zwölf Älteste beten das Lamm links und rechts der Stele stehend an, je zwei Engel auf beiden Seiten inzensieren das Lamm. Den Grund des Mosaiks bildet ein Fries mit den Sternzeichen als Symbol der ganzen Schöpfung. Ein Schriftband mit dem Zitat aus Offb 5,12  („Würdig ist das Lamm das geschlachtet wurde zu empfangen Macht Reichtum Weisheit Kraft Ehre Preis und Lob“) bildet den Abschluss nach oben.

„Die gesamte Fläche der Apsis einschließlich der Tür- und Fensterlaibungen wurde mosaiziert, um die Einheit der Komposition zu gewährleisten, wie es auch die alten Meister getan haben.“

Bei der Darstellung der 24 Ältesten, die teilweise Porträts bekannter Heiliger ähneln, gestaltete Lammers einige Gesichter mit asiatischen und afrikanischen Gesichtszügen als subtilen Protest gegen die nationalsozialistische Rassenideologie. Bemerkenswert ist die qualitativ hochwertige Ausführung dieser kritischen Darstellung durch die Mosaikwerkstätten, die in dieser Zeit vorwiegend mit propagandistischen Staatsaufträgen befasst waren.

### Altäre
Der ursprüngliche Hochaltar wies eine hohe Tabernakelsäule auf, die mit einem Pelikan bekrönt war. Zu beiden Seiten des Tabernakels standen anbetende Engelsfiguren. Zu beiden Seiten schlossen sich in bildfriesartigen Querbalken Reliefs mit Opferdarstellungen an: Abel, Melchisedek und Abraham auf der linken Seite, die Brotvermehrung, das letzte Abendmahl und die Kreuzigung Jesu auf der rechten. Der Altar stand sieben Stufen über dem Kirchenschiff. In den Jahren 1962/1963, also noch vor Veröffentlichung der ersten Dokumente des Zweiten Vatikanischen Konzils, wurde der Altarraum umgestaltet. Der Hochaltar wurde demontiert, die Altarrückwand abgerissen und die Altarmensa aus hellem Sandstein vorgerückt. Der Altarraum wurde in nur noch fünf Stufen mit hellem Marmorterrazzo ausgelegt. In der Apsismitte wurde ein neuer Tabernakel mit abnehmbarem Triumphkreuz errichtet, wie die sechs Altar- und der Osterleuchter eine Emaillearbeit der Firma Hans Adolf aus Burg.
Die Seitenaltäre waren der Gottesmutter (links) und dem Heiligsten Herzen Jesu (rechts) geweiht. Sie standen vor den Querpfeilern des Altarraums und waren je mit einem Triptychon und einer Skulptur gestaltet. Die von Jakob Hübel geschnitzte Mondsichelmadonna und die Herz Jesu-Figur befinden sich heute im Vorraum der Kirche. Die Mitte der Altargestaltung bildeten Gemälde Heinrich Schelhasses (1897–1977), die Maria mit dem Jesuskind und den gekreuzigten Jesus mit der sichtbaren Seitenwunde zeigen. Je zwei hochformatige Seitenflügel mit je zwei Darstellungen aus dem Leben Mariens und der Herz Jesu-Verehrung rahmten die Darstellungen triptychonartig ein. Die Gemälde sind im Bestand der Pfarrei erhalten. Die Mensen der Seitenaltäre wurden 2001 zu einem Altar für das Seitenschiff verarbeitet. Ein im gleichen Jahr entstandenes Altarbild des Letzten Abendmahls ist im jahreszeitlichen Wechsel mit dem Mittelbild des ehemaligen Herz Jesu-Altars und einem Seitenflügel des Marienaltars an der Altarwand des Seitenschiffs zu sehen.

### Kreuzweg und Skulpturen
Im Zuge der Umgestaltung der Kirche wurde im März 1964 an der Ostwand der Kirche ein geschnitzter Kreuzweg installiert. Die 14 Stationen sind Arbeiten von Rudolf Brückner-Fuhlrott, dessen etwa lebensgroße Sitzstatuette des lehrenden Antonius’ von Padua im Juni desselben Jahres auf dem Altar des Seitenschiffs aufgestellt wurde. Im Jahr 1967 kam die ebenfalls von Brückner-Fuhlrott geschnitzte Marienstatue, die das kreuzartig erhobene Jesuskind trägt, an die Stelle des früheren Marienaltars. Die Nische der früher hier stehenden Mondsichelmadonna wurde zuvor geschlossen und die Querpfeiler des Altarraums glatt verputzt.

### Taufkapelle
In der Taufkapelle an der Nordwestecke des Kirchenraums befand sich ursprünglich ein Taufstein mit Reliefdarstellungen der Taufe Jesu von Otto Hitzberger. Bei der Umgestaltung der Kirche im Jahr 1963 kam dieser in die heutige Propsteikirche St. Peter und Paul in der Potsdamer Innenstadt. An seine Stelle in der Taufkapelle kam ein schlichter Taufstein aus hellem Sandstein, in den ein Kupferbecken eingelassen ist. Der ebenfalls kupfergetriebene Deckel ist mit einer Taube bekrönt und wurde von Robert Kahlbau aus Babelsberg gearbeitet. Das Rundfenster der Taufkapelle zeigt den Heiligen Geist in Gestalt einer Taube. Der Entwurf stammt von Rudolf Brückner-Fuhlrott.

### Orgel

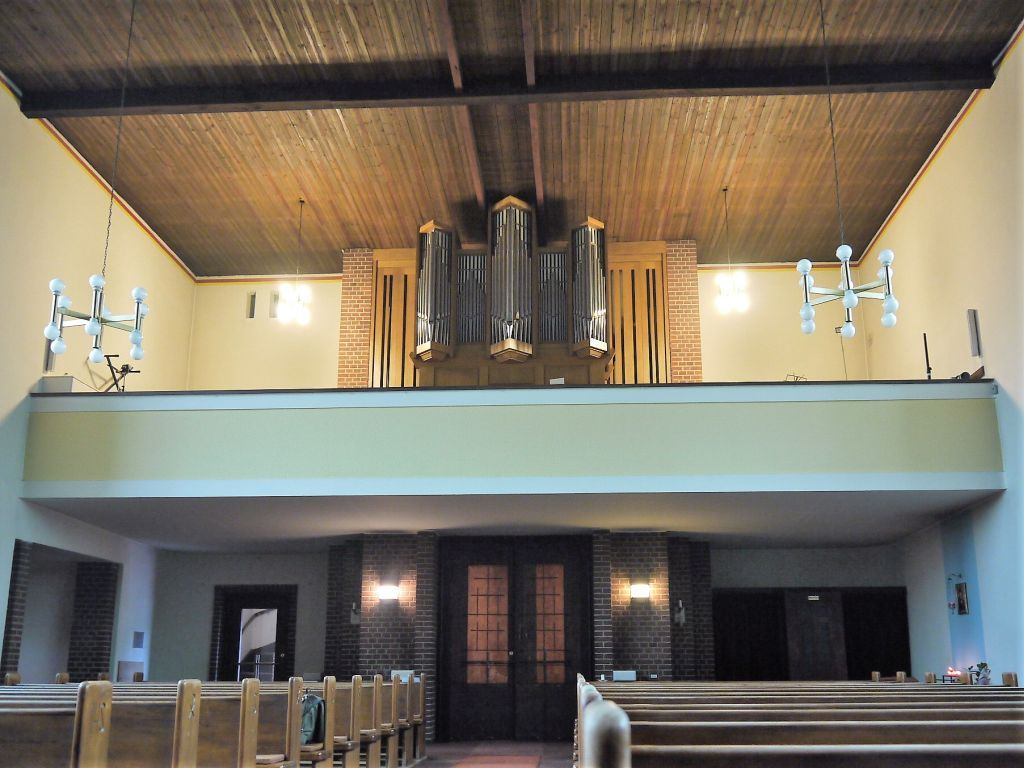
Blick zur Orgel

Die ursprünglich im Jahr 1936 auf der Empore installierte und am 27. September desselben Jahres geweihte Orgel der Firma Anton Feith aus Paderborn mit 13 Registern wurde im Jahr 1993 ersetzt. Die Potsdamer Orgelbaufirma Alexander Schuke errichtete ein Instrument mit 20 Registern auf Haupt- und Schwellwerk sowie Pedal. Die neue Schleifladenorgel wurde am 4. April 1993 geweiht.

### Glocken
Das ursprüngliche Geläut wurde 1934 von der Firma Gebrüder Ulrich in Apolda gegossen und bestand aus vier Glocken. Die drei größeren mit den Namen Antonius (892 kg), Christian (zu Ehren des 1933 verstorbenen ersten Berliner Bischofs Christian Schreiber, 514 kg) und Maria (353 kg) wurden im Februar beschlagnahmt und zu Rüstungszwecken abtransportiert. Lediglich die mit einem Durchmesser von 75 Zentimetern kleinste Glocke Johannes blieb im Turm. Im Jahr 1956 wurde das Geläut durch zwei Stahlglocken der Apoldaer Firma Schilling & Lattermann mit 104 und 125 Zentimetern Durchmesser ergänzt. Eine dritte Stahlglocke war für den Turm zu groß und wurde nicht installiert.
Im Sommer 1999 wurden die Stahlglocken durch neue Bronzeglocken der Glockengießerei Bachert aus Karlsruhe ersetzt. Die größte Glocke Antonius ist aus den Ton f' gestimmt, die Glocke Maria auf den Ton b'. Die mittlere der neuen Glocken wurde nicht wieder nach Christian Schreiber benannt. Stattdessen erhielt sie den Namen des 1996 seliggesprochenen Dompropstes Bernhard Lichtenberg, der 1934 die erste Heilige Messe nach der Kirchweihe in St. Antonius gefeiert hatte. Die Glocke Bernhard Lichtenberg ist auf den Ton as' gestimmt. Mit der erhaltenen kleinsten Glocke bilden die übereinander hängenden Glocken ein harmonisches vierstimmiges Geläut.
Übersicht
| Glocke | Name                 | Durchmesser | Gewicht | Schlagton | Inschrift                                                       |
| ------ | -------------------- | ----------- | ------- | --------- | --------------------------------------------------------------- |
| 1      | Antonius             | 1120 mm     | 900 kg  | f′        | ANTONIUS SCHUTZHERR DIESES GOTTESHAUSES ERBITTE UNS FRIEDEN     |
| 2      | Bernhard Lichtenberg | 930 mm      | 500 kg  | as′       | BERNHARD LICHTENBERG ALLES AUS LIEBE TUN ALLES AUS LIEBE LEIDEN |
| 3      | Maria                | 830 mm      | 360 kg  | b′        | MARIA BITTE FÜR UNS JETZT UND IN DER STUNDE UNSERES TODES       |
| 4      | Johannes             | 750 mm      | 246 kg  | c″        | JOHANNES WEGBEREITER DES HERRN SEI UNS FÜHRER ZU CHRISTUS       |

## Pfarrei
Die katholische Pfarrgemeinde zählte im Jahr 2014 etwa 2400 Mitglieder. Die Pfarrei ist Träger der Kindertagesstätte St. Antonius, die sich auf dem Pfarrgrundstück befindet. Die Caritas betreibt im Pfarrhaus eine Beratungsstelle. Auf dem Gebiet der Pfarrei befindet sich die Katholische Marienschule mit Grundschule und Gymnasium, die im September 2008 aus einer Initiative der Pfarrei und der benachbarten Propsteigemeinde heraus gegründet wurde. Die Marienschule nimmt die Tradition der 1923 gegründeten und 1939 von den Nationalsozialisten aufgelösten katholischen Grundschule in Babelsberg und der im gleichen Jahr verbotenen Potsdamer Marienschule auf.
Die Pfarrei entstand im Zuge der Industrialisierung durch die Zuwanderung von Katholiken aus Schlesien, Posen, Westpreußen und dem Ermland. Die Zahl der Katholiken in Nowawes, Neuendorf und etwa 20 zugehörigen Orten betrug 1890 etwa 600, im Jahr 1905 bereits 1415 und stieg bis 1911 auf 2000. Seit Ende der 1930er Jahre umfasst die Pfarrei die Teile Potsdams nordöstlich der Nuthe und den Ort Güterfelde.
Für den geplanten Kirchbau wurde 1891 das mehr als 4000 Quadratmeter große Grundstück zwischen der Turn- und der Plantagenstraße gekauft. In den Jahren 1905/06 entstand das Pfarrhaus mit der ersten Antoniuskapelle, die am 7. Oktober 1906 benediziert wurde. Bereits seit 1896 gab es in Nowawes einen Vinzenzverein, seit 1904 einen katholischen Arbeiterverein. Mit der Kapelle erhielt die Gemeinde in Kuratus Viktor Schiwy einen eigenen Seelsorger. Ab August 1909 war die Gemeinde seelsorglich eigenständig und wurde 1922 Pfarrei.
Am 15. August 1920 fand der zweite Märkische Katholikentag mit mehr als 15.000 Teilnehmern und dem Breslauer Erzbischof Adolf Kardinal Bertram auf dem Pfarrgrundstück statt.
1923 eröffneten die Marienschwestern von der Unbefleckten Empfängnis eine Niederlassung und einen ersten Kindergarten. Ein Schwesternhaus entstand 1928/29 nach Plänen Wilhelm Fahlbuschs als Erweiterung des Pfarrhauses.
Für den Kirchbau legte Erzpriester Hillebrand aus Luckenwalde am 30. Juli 1933 den Grundstein. Die Kirchweihe nahm Bischof Nikolaus Bares am 15. April des folgenden Jahres vor. Bei der anschließenden Feier, zu der sich auch eine große Zahl katholischer Jugendlicher versammelte, kam es zu Ausschreitungen der Hitlerjugend und SA, bei denen das Auto des Bischofs demoliert wurde. Bares hatte zuvor die Jugend aufgerufen, „sie möge immer Christus ihren Führer sein lassen: denn er ist weise und mächtig in alle Ewigkeit“.
Trotz der vergleichsweise hohen Katholikenzahl vor und während des Zweiten Weltkriegs veränderte sich die Zusammensetzung der Pfarrei in der Nachkriegszeit stark. In der DDR-Zeit bestand die Pfarrei neben etwa 30 % in der Region geborenen Katholiken zu bis zu zwei Dritteln aus Heimatvertriebenen, vor allem aus Schlesien. Die absolute Zahl der Katholiken in der Pfarrei sank bis zum Ende der Teilung Deutschlands auf etwa 1300 Personen. Seither stieg die Gläubigenzahl durch Zuzüge aus ganz Deutschland wieder an.